# 聖三一堂小學
聖三一堂小學（英語：Holy Trinity Primary School），簡稱HTPS，是由聖公會聖三一堂創辦的私立男女小學，以英文為主要教學語言。位處於九龍城區，地址為九龍九龍城富寧街57號。以培育學生共通能力、探究思維、基督教價值觀及國際視野為宗旨，期望學生能迎向全球的挑戰，並貢獻社會，榮神益人。

## 校政管理
歷任校監
- 陳衍昌 牧師[1]
- 郭書謙 先生

歷任校長
- 彭恩昌 牧師[2]
- 高俊鎮 先生[1]
- 阮素雲 女士

## 歷史
聖三一堂小學是由香港聖公會於1952年創立。

### 大事記
- 1948年，牧區議會因鑑於九龍城區學校甚為缺乏，為免兒童失學，於是籌辦聖三一堂小學及幼稚園。
- 1950年1月1日，聖三一堂發起建校募捐運動，在同年九月開辦幼稚園。
- 1952年，小學校舍正式興工，建築課室八間。故於學生漸多，校舍不敷應用
- 於1994年2月17日，校董會會議通過重建校舍計劃。
- 1998年6月1日，新校舍舉行動土禮。
- 1998年8月，第一期新校舍建築完成。
- 1998年12月20日，第一期新校舍啟用。
- 2000年10月，第二期校舍展開重建工程。
- 2002年，第二期校舍重建工程完成。
- 2010年5月，造價50萬元的校園電視台及遠程教室正式啟用。
- 2010年，聖三一堂小學創校60週年。

## 著名/傑出校友
- 黃碧雲（1972年小六）：香港立法會議員[3]
- 吴恩融（1972年小六）：香港建筑师、香港中文大学建筑系教授[4][5]
- 馮智活（1969年小六）：前香港立法局新界北議員
- 盧偉國，GBS，MH，JP（1965年小六）：香港立法會議員[6][7]
- 盧偉華：香港音樂人[6]
- 倪德文（1966年幼稚園）：天主教博智小學前校監、前天主教香港教區新界東北總鐸區總鐸[8]

## 外部連結
- 聖三一堂小學 （页面存档备份，存于）